# Diaporthe incrustans
Diaporthe incrustans är en svampart som beskrevs av Nitschke 1870. Diaporthe incrustans ingår i släktet Diaporthe och familjen Diaporthaceae.   Inga underarter finns listade i Catalogue of Life.